# Ramón Malluguiza Rodríguez de Moya
Ramón Malluguiza Rodríguez de Moya   (El Puente del Arzobispo, 14 de gener de 1919 - Alacant, 19 d'abril de 1996) fou un polític alacantí. Llicenciat en farmàcia, lluità en la guerra civil espanyola amb els sublevats com a alferes provisional. En llicenciar-se de l'exèrcit, va fer-se inspector de policia, compaginant els estudis de farmácia, primer a Madrid i després a Barcelona. Fou alcalde d'El Puente del Arzobispo (1952-1955), a banda de farmacèutic titular del mateix poble, i delegat comarcal del Sindicat Vertical a Toledo.
Va emigrar cap Alacant al 1956, on va establir-se com a farmacèutic. Hi fou president del Col·legi de Farmacèutics i regidor municipal pel terç d'entitats des del 1964. Al consistori ocupà els càrrecs de tinent d'alcalde i president de la Comissió d'Urbanisme quan s'elaborà el Pla General d'Ordenació Urbana. Entre setembre de 1970 i setembre de 1973 fou alcalde d'Alacant i procurador a Corts Franquistes, així com membre del Consejo Provincial del Movimiento Nacional. Durant el seu mandat es planificaren els polígons de Sant Blai i Babel, es va inaugurar l'Hotel Melià i es traslladà el femer als afores de la ciutat.